# Zozym Izquierdo Gil
Zozym Izquierdo Gil (hiszp. Zósimo Izquierdo Gil; ur. 17 grudnia 1895 w Teruel, zm. 30 lipca 1936) – hiszpański męczennik chrześcijański i błogosławiony Kościoła katolickiego.
Zozym Gil urodził się 17 grudnia 1895 roku w bardzo religijnej rodzinie. Wstąpił do seminarium duchownego i w 1920 roku otrzymał święcenia kapłańskie.
Został aresztowany podczas wojny domowej w Hiszpanii. W więzieniu zachęcał współtowarzyszy do modlitwy różańcowej. Zastrzelono go w dniu 30 lipca 1936 roku, a w 1938 ekshumowano jego ciało i pochowano na cmentarzu w Castelserás.
Został beatyfikowany w dniu 11 marca 2001 roku w grupie Józefa Aparicio Sanza i jego towarzyszy przez papieża Jana Pawła II.